# Like a Cannonball
"Like a Cannonball" é uma canção da boy band porto-riquenha Menudo, lançada em 1984 sob o selo da gravadora RCA Records. A canção foi gravada  para a trilha sonora do filme de Burt Reynolds, intitulado Cannonball Run II, e adicionada a lista de faixas do primeiro álbum em inglês do grupo Reaching Out.
Os vocais principais da canção ficaram à cargo de Robi Draco Rosa (na época Robby Rosa), um dos cinco integrantes do grupo que na época era também formado por Ricky, Charlie, Ray e Roy. Esse foi o primeiro trabalho de Robby, que substituiu Johnny Lozada após ele atingir idade limite de permanecer do grupo (16 anos).
O lançamento da faixa é de extrema importância para os artistas, pois foi o primeiro fonograma gravado em inglês, e tinha a intenção de expandir a carreira do Menudo para mercados além dos países latinos. Para tanto, os integrantes passaram por um programa intensivo de treinamento no idioma, visando minimizar qualquer traço de sotaque espanhol.
Nos Estados Unidos, o single foi lançado em discos de vinil de 12 e 7 polegadas, que incluíam versões em inglês, espanhol e até uma versão remix produzida pelo criador do grupo, Edgardo Díaz, em parceria com Snuff Garrett. Para divulgação do trabalho foi feito um videoclipe dirigido por Garry Marshall.
Comercialmente, tornou-se um sucesso, aparecendo em paradas de sucesso dos Estados Unidos e do Brasil.

## Lista de faixas
- Créditos adaptados do compacto "Like a Cannonball", de 1984.[12]

Lado A
| N.º | Título                                | Compositor(es)              | Duração |  |
| 1.  | "Like a Cannonball (English Version)" | M. Brown S. Dorff S. Garret | 3:21    |  |

Lado B
| N.º | Título                                | Compositor(es)              | Duração |  |
| 1.  | "Like a Cannonball (Spanish Version)" | M. Brown S. Dorff S. Garret | 3:21    |  |

## Tabelas

### Tabelas semanais
| Tabela musical (1984)                                     | Posição |
| --------------------------------------------------------- | ------- |
| Brasil (Nopem)                                            | 6       |
| Estados Unidos (Billboard Top Latin Albums - Nova Iorque) | 3       |